# Sándor Tölgyesi
Sándor Tölgyesi (Esztergom, 2 luglio 1907 – 1948) è stato un tiratore a segno ungherese, che ha partecipato ai giochi della XI Olimpiade e ai giochi della XIV Olimpiade.